# Tylertown
Tylertown és una població dels Estats Units a l'estat de Mississipi. Segons el cens del 2000 tenia 1.910 habitants.

## Demografia
Segons el cens del 2000, Tylertown tenia 1.910 habitants, 707 habitatges, i 461 famílies. La densitat de població era de 241,8 habitants per km².
Dels 707 habitatges en un 31,5% hi vivien nens de menys de 18 anys, en un 40,5% hi vivien parelles casades, en un 21,6% dones solteres, i en un 34,7% no eren unitats familiars. En el 32,2% dels habitatges hi vivien persones soles el 18,4% de les quals corresponia a persones de 65 anys o més que vivien soles. El nombre mitjà de persones vivint en cada habitatge era de 2,47 i el nombre mitjà de persones que vivien en cada família era de 3,15.
Per edats la població es repartia de la següent manera: un 26,6% tenia menys de 18 anys, un 9,1% entre 18 i 24, un 21,6% entre 25 i 44, un 20,2% de 45 a 60 i un 22,6% 65 anys o més.
L'edat mediana era de 39 anys. Per cada 100 dones de 18 o més anys hi havia 69,5 homes.
La renda mediana per habitatge era de 20.515 $ i la renda mediana per família de 30.125 $. Els homes tenien una renda mediana de 30.625 $ mentre que les dones 16.094 $. La renda per capita de la població era de 13.712 $. Entorn del 28,9% de les famílies i el 32,3% de la població estaven per davall del llindar de pobresa.

## Poblacions més properes
El següent diagrama mostra les poblacions més properes.